# Patinatge artístic als Jocs Olímpics d'hivern de 2002 - Parelles
Als Jocs Olímpics d'Hivern de 2002 celebrats a la ciutat de Salt Lake City (Estats Units) es disputà una prova de patinatge artístic sobre gel en categoria mixta per parelles que formà part del programa oficial dels Jocs.
La competició se celebrà entre els dies 9 i 11 de febrer de 2002 a les instal·lacions del Delta Center.

## Comitès participants
Hi participaren un total de 40 patindors de 12 comitès nacionals diferents.
| - Alemanya (2) - Armènia (2) - Canadà (6) - Eslovènia (2) - Estats Units (4) - Itàlia (2) |  | - Polònia (2) - Txèquia (2) - Rússia (6) - Ucraïna (4) - Uzbekistan (2) - R.P. de la Xina (6) |

## Resum de medalles
| Or                                           | Or                                  | Argent        | Bronze                                 |
| Rússia Elena Berezhnaya · Anton Sikharulidze | Canadà Jamie Salé · David Pelletier | No es concedí | R.P. de la Xina Shen Xue · Zhao Hongbo |

## Controvèrsia
La competició de parelles en el patinatge artístic sobre gel no estigué exempta de polèmica: en finalitzar el programa curt la parella russa Berezhnaya/Sikharulidze se situà en primer lloc i els canadencs Salé/Pelletier foren segons. En el programa lliure, però, la parella russa feu un error de patinatge, alhora que la parella canadenca feu un programa impecable, tot i que era de menor dificultat que el de la paralla russa. En la votació dels jutges el resultat fou molt ajustat, situant la parella russa en primer lloc i la parella canadenca en segon lloc, davant els crits dels espectadors.
Amb la nova victòria russa hi hagué crítiques per part de molts competidors i comentaristes esportius i s'intuí que hi havia hagut pressions per part d'algunes federacions vers alguns jutges. Finalment, la jutge francesa Marie-Reine Le Gougne va admetre haver rebut pressions per votar a favor dels patinadors russos.
En una inspecció interna del Comitè Olímpic Internacional (COI) i de la Unió Internacional de Patinatge (FIS) es decidí entregar una nova medalla d'or als canadencs Jamie Salé i David Pelletier, sense retirar-li la medalla als russos Elena Berezhnaya i Anton Sikharulidze.

## Resultats
Els resultats mostrats són els resultats finals oficials, no els resultats originals.

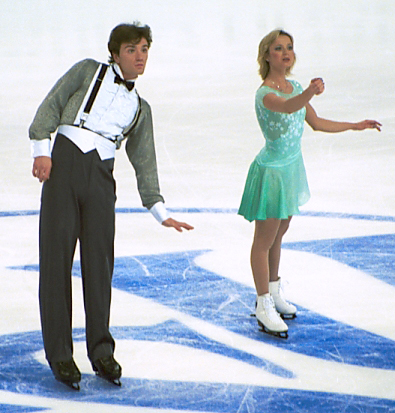
Imatge d'Elena Berezhnaya i Anton Sikharulidze.

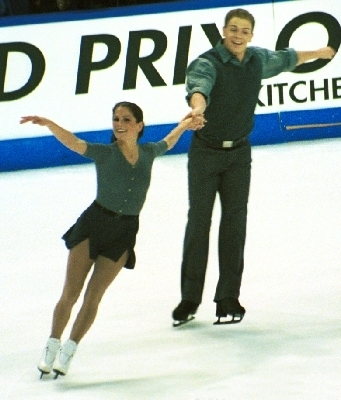
Imatge de Jamie Salé i David Pelletier.

| Posició | Nom                                   | CON             | PC   | PL | Pts. |
| ------- | ------------------------------------- | --------------- | ---- | -- | ---- |
| 1       | Elena Berezhnaya / Anton Sikharulidze | Rússia          | N/A  | 1  | N/A  |
| 1       | Jamie Salé / David Pelletier          | Canadà          | N/A  | 2  | N/A  |
| 3       | Shen Xue / Zhao Hongbo                | R.P. de la Xina | 4.5  | 3  | 3    |
| 4       | Tatiana Totmianina / Maxim Marinin    | Rússia          | 6.0  | 4  | 4    |
| 5       | Kyoko Ina / John Zimmerman            | Estats Units    | 7.5  | 5  | 5    |
| 6       | Maria Petrova / Alexei Tikhonov       | Rússia          | 9.0  | 6  | 6    |
| 7       | Dorota Zagorska / Mariusz Siudek      | Polònia         | 11.0 | 8  | 7    |
| 8       | Katerina Berankova / Otto Dlabola     | Txèquia         | 11.5 | 7  | 8    |
| 9       | Pang Qing / Tong Jian                 | R.P. de la Xina | 14.0 | 10 | 9    |
| 10      | Jacinthe Lariviere / Lenny Faustino   | Canadà          | 16.5 | 13 | 10   |
| 11      | Zhang Dan / Zhang Hao                 | R.P. de la Xina | 16.5 | 9  | 12   |
| 12      | Anabelle Langlois / Patrice Archetto  | Canadà          | 18.0 | 14 | 11   |
| 13      | Tiffany Scott / Philip Dulebohn       | Estats Units    | 18.5 | 11 | 13   |
| 14      | Mariana Kautz / Norman Jeschke        | Alemanya        | 21.0 | 12 | 15   |
| 15      | Aliona Savchenko / Stanislav Morozov  | Ucraïna         | 22.0 | 16 | 14   |
| 16      | Tatiana Chuvaeva / Dmitri Palamarchuk | Ucraïna         | 23.5 | 15 | 16   |
| 17      | Olga Bestandigova / Jozef Bestandig   | Eslovàquia      | 25.5 | 17 | 17   |
| 18      | Natalia Ponomareva / Evgeni Sviridov  | Uzbekistan      | 27.0 | 18 | 18   |
| 19      | Michela Cobisi / Ruben De Pra         | Itàlia          | 28.5 | 19 | 19   |
| 20      | Maria Krasiltseva / Artem Znachkov    | Armènia         | 30.0 | 20 | 20   |